# Adolf Wolff
Adolf Wolff, także: Christoph Adolf Wolff (ur. 10 sierpnia 1832 w Wäldenbronn, zm. 29 marca 1885 w Stuttgarcie) – niemiecki architekt, działający głównie w Stuttgarcie i Norymberdze.

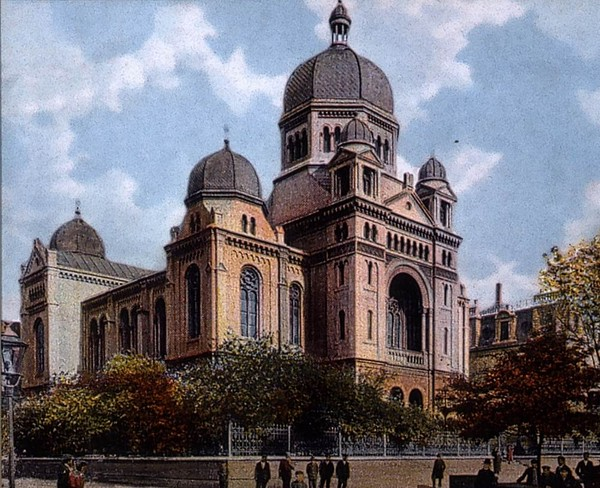
Nieistniejąca Wielka Synagoga w Łodzi, zrealizowana wg projektu Adolfa Wolffa

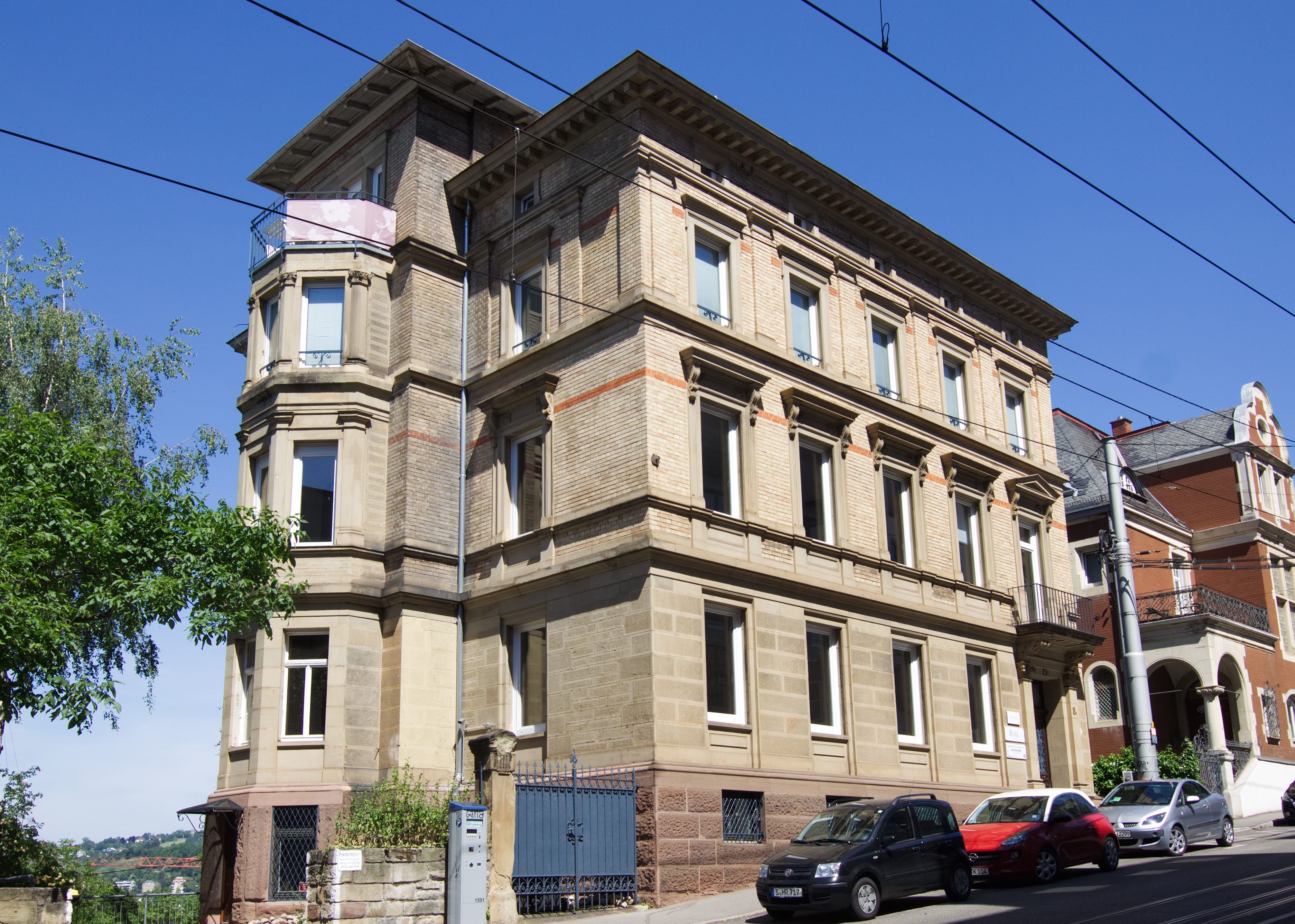
dom własny architekta przy Alexander-Straße 8a w Stuttgarcie

## Życiorys
Wolff urodził się w Wäldenbronn (obecnie część Esslingen am Neckar). Ukończył studia architektoniczne na Uniwersytecie w Stuttgarcie pod kierunkiem profesora Gustawa Adolfa Breymanna, którego wspierał w realizacji synagogi w Stuttgarcie i którą dokończył po jego śmierci. Po jej wybudowaniu odbył podróże studyjne po Niemczech, Belgii, Francji i Włoszech. W 1863 został inspektorem budowlanym w Stuttgarcie, gdzie wraz z oficerem budowlanym – Georgiem von Morlokiem – dokonał renowacji dworca kolejowego, wybudowanego w latach 1844–1846 wg projektu Karla Etzela. W 1870 zamieszkał w Norymberdze, w związku z realizacją synagogi. W 1863 został mianowany urzędnikiem planowania miejskiego w Stuttgarcie.
Projektował głównie synagogi, m.in. w Ulm, Stuttgatcie i Norymberdze, zaprojektował także kościół katolicki w Krefeld. Jego realizacje charakteryzowały się głównie stylem neoromańskim, nawiązującym do architektury regionu Nadrenii i do sakralnej architektury niemieckiej końca XIX wieku.

## Wybrane realizacje
- 1859–1861: Stara Synagoga w Stuttgarcie(inne języki),
- 1863: Synagoga w Crailsheim,
- 1863–1868: Dworzec kolejowy w Stuttgarcie,
- 1869: Stara Synagoga w Ulm(inne języki),
- 1869–1874: Wielka Synagoga w Norymberdze(inne języki),
- 1873–1877: Stara Synagoga w Heilbronn,
- 1874: Szkoła przy Johannes-Straße 6/8 w Stuttgarcie,
- 1874–1878: Synagoga w Karlowych Warach,
- 1876–1878: Szkoła przy Sick-Straße 18 w Stuttgarcie,
- 1876–1881: kościół św. Mateusza w Stuttgarcie(inne języki),
- 1877: dom własny przy Alexander-Straße 8a w Stuttgarcie,
- 1877–1878: szkoła w Stuttgart-Häslach,
- 1878: Tkalnia fabryki Izraela Poznańskiego w Łodzi,
- 1881: hala targowa w Stuttgarcie,
- 1881–1883: Ogrodzenie i brama cmentarza Pragfriedhof(inne języki) w Stuttgarcie,
- 1883–1884: Żeliwny pawilon fontanny Bopserbrunnen(inne języki) w Stuttgarcie,
- 1883–1885: Karls-Gymnasium(inne języki) przy Tübinger Straße 38 w Stuttgarcie[1],
- Wielka Synagoga w Łodzi (1881–1887, zniszczona przez Niemców w latach 1939–1940)[2],
- 1884–1886: Szkoła przy Jakobstraße 11 w Stuttgarcie[1].

### Życie prywatne
Był synem piekarza Christopha Friedricha Wolffa (1789–1845) i jego żony Juliane Jakobine z domu Seitz (1796–1859), córki burmistrza Wäldenbronn Johanna Georga Seitza. Jego żoną była Elise Herter (1843–1894), z którą miał córkę Amalie Eugenie Wolff (1865–1944). Został pochowany w części chrześcijańskiej cmentarza Pragfriedhof w Stuttgarcie. Był ewangelikiem, jednakże prawdopodobnie ze względu na fakt, iż był budowniczym wielu synagog, źródła błędnie podają, że był Żydem.